# Gheorghe Lichiardopol
Gheorghe Lichiardopol (* 2. August 1913 in Bukarest; † 1991 in Craiova) war ein rumänischer Sportschütze.

## Erfolge
Gheorghe Lichiardopol nahm an zwei Olympischen Spielen teil. Bei den Olympischen Spielen 1952 in Helsinki erzielte er mit der Schnellfeuerpistole auf 25 m 578 Punkte und musste daraufhin ins Stechen mit Szilárd Kun. In diesem unterlag er Kun mit 137:140 und erhielt somit die Bronzemedaille. Auch 1956 in Melbourne musste er zum Abschluss ins Stechen, nachdem er ebenso wie Pentti Linnosvuo 581 Punkte erzielt hatte. Im Stechen bezwang er Linnosvuo und sicherte sich dadurch erneut Bronze.
Lichiardopol war Architekt.